# Іванна Мироносиця
Свята праведна Іванна, або Іванна Мироносиця — біблійна свята, дружина Хузи, урядника царя Ірода, була однією з жінок, що слідували за Господом Ісусом Христом під час Його проповіді, і прислуговувала Йому (Лк. 8:3, Лк. 24:10).
Разом з іншими жінками після Хресної смерті Спасителя свята Іванна приходила до Гробу, щоб помазати миром Святе Тіло Господа, і чула від Ангелів радісну звістку про Його славне Воскресіння.
День пам'яті:
- у православній церкві — в Неділю жінок-мироносиць (3-я неділя після Великодня) і 27 червня (за новоюліанським календарем);
- у католицькій церкві — 24 травня.

У християнстві на честь неї почали називати іменами Іванна (Жанна, Яна, Іоанна, Джейн, Хуана тощо).